# Marry You
〈Marry You〉는 미국의 싱어송라이터 브루노 마스의 데뷔 음반인 《Doo-Wops & Hooligans》의 노래이다. 스미징턴스가 작사, 작곡하고 프로듀싱한 이 곡은 이 음반의 여섯 번째 트랙 역할을 하며 미국 밖에서 싱글로 발매되었다. 〈Marry You〉는 팝, 두왑, 솔 노래이다. 이 녹음은 자발적인 결혼에 초점을 맞추고 있기 때문에, 발매 이후 프러포즈 곡으로 자주 사용되었다. 〈Marry You〉는 음악 평론가들로부터 대체적으로 긍정적인 평가를 받았으며, 일부 비평가들은 이 음반의 제작과 1960년대 팝 스타일을 회상하는 것에 대해 찬사를 보냈다. 일부는 창의성의 부족에 대해 비판하였다.

## 배경 및 발매
〈Marry You〉는 브루노 마스, 필립 로렌스, 아리 레빈의 콜라보레이션으로 제작된 11곡 중 하나로, 마스의 데뷔 스튜디오 음반인 《Doo-Wops & Hooligans》를 위한 곡이다. 로렌스는 《아메리칸 송라이터》와의 인터뷰에서 "우리는 베가스에서 한 커플이 달리는 슬로모 비디오의 이미지를 가지고 있었고, 그녀는 가운을 입고 있었고, 그는 턱시도를 입고 있었고, 결혼식 파티는 그들 뒤에 있었다. 이런 종류의 미친, 대담하고 결혼하는 기분"이라고 말했다. 로렌스는 유튜브 영상을 본 후 이 노래의 영향에 놀랐다. 그는 "우리는 항상 이 노래가 좋은 노래이고 매력적이라고 생각했지만, 우리는 그것이 대중문화에 지금처럼 영향을 미칠 것이라고 생각하지 않았습니다. 우리가 그 유튜브 영상들 중 하나를 처음 봤을 때요. 우리는 거의 눈물을 흘렸습니다. 우리가 창조할 수 있는 것의 힘을요 이러한 생각들, 단어들, 그리고 가사들 그리고 그것들이 어떻게 사회의 틀에 들어가 사람들의 삶에 그렇게 놀라운 방식으로 영향을 미칠 수 있는지 말입니다." 브루노 마스와의 인터뷰에서 이 곡은 "그냥 코드를 연주하고", "I think I wanna marry you!(나는 너와 결혼하고 싶어!)"라는 가사를 프리스타일 하는 것으로 시작했다고 말했다. 그는 "당신은 베가스에 있고, 술을 너무 많이 마셨고, 모든 사람을 사랑하며, 아마도 하지 말아야 할 일을 하고 싶어하고 아침에 후회할 것입니다"라고 계속했다.
〈Marry You〉는 마스, 로렌스, 레빈에 의해 쓰여졌다. 나중에 마스는 트랙의 모든 악기를 연주하고 녹음했다. 레빈은 또한 레프콘 스튜디오에서 이 곡을 디자인하는 일을 맡았다. 이 싱글은 매니 마로퀸과 크리스찬 플라타, 에릭 마드리드가 캘리포니아주 로스앤젤레스의 래러비 사운드 스튜디오에서 믹스했다. 그것은 캘리포니아 할리우드의 마커슨 마스터링에서 스티븐 마커슨에 의해 마스터되었다. 2011년 8월 22일, 〈Marry You〉는 디지털 다운로드를 통해 영국에서 발매되었고, 2011년 9월 13일 독일에서 발매될 것이라고 발표되었다.

## 상업적 성과
미국에서는 2010년 12월 11일 빌보드 핫 100에서 91위로 데뷔했다. 2011년 1월 15일 85위를 기록했고, 총 5주 동안 차트에 머물렀다. 이 곡은 메인스트림과 컨템포러리 톱 40 라디오 방송국에서 강한 방송에도 불구하고 미국에서 싱글로 발매된 적이 없다. 2015년 1월 기준으로 이 트랙은 미국에서 220만 장이 팔렸다. 이 음반은 미국 음반 산업 협회로부터 4배 플래티넘 인증을 받았다.
그 노래의 수신은 미국 밖에서 더 강했다. 〈Marry You〉는 2011년 11월 초에 캐나디안 핫 100에서 10위를 차지했다. 그것은 뮤직 캐나다에 의해 세 번 플래티넘 인증을 받았다. 영국에서는 〈Marry You〉가 데뷔했고 영국 싱글 차트에서 11위로 정점을 찍었고 39주 동안 차트에 머물렀다. 그것은 영국 축음기 협회에 의해 두 배의 플래티넘 인증을 받았다. 이 싱글은 오스트리아, 체코, 아일랜드, 룩셈부르크, 슬로바키아에서 10위 안에 들었고 벨기에, 독일, 네덜란드, 스위스에서 20위 안에 들며 유럽의 나머지 지역에서 좋은 성적을 거두었다. 2014년, 이 곡은 첫 등장 2년 만에 스페인 차트에 다시 진입하여 26개의 새로운 정점에 도달했다. 또한 2012년 IFPI 덴마크에 의해 이미 골드 인증을 받은 덴마크 차트에서도 34위로 데뷔했다. 이탈리아 싱글 차트에 진입한 적이 없음에도 불구하고, 그것은 이탈리아 음악 산업 협회에 의해 플래티넘 인증을 받았다.
호주에서 〈Marry You〉는 2010년 12월 12일 ARIA 싱글 차트에서 50위로 데뷔했고 3주 동안 차트에 머물렀다. 2011년 6월 19일 차트에 재등장하여 2주 연속 8위로 정점을 찍었고, 19주 후에 차트에서 떨어졌다. 이 싱글은 2011년 호주 음반 산업 협회로부터 더블 플래티넘 인증을 받았다. 이 싱글은 뉴질랜드의 RIANZ 싱글 차트에서 5위에 올랐고 5개월 동안 차트에 머물렀다. 아시아에서, 이 노래는 재팬 핫 100에서 67위로 정점을 찍었고, 일본레코드협회로부터 골드를 받았다. 이 싱글은 대한민국에서 12위에 올랐고 2015년 현재 2,152,783장이 팔렸다.

## 커버
2013년 1월 1일, 대한민국의 걸 그룹 소녀시대의 써니, 수영, 윤아가 컴백 스페셜 《소녀시대의 로맨틱 판타지》로 커버하였다.

## 인증
| 국가 | 인증        | 판매량/출하량 |
| --- | ----------- | ------------- |
| 오스트레일리아 (ARIA) | 2× 플래티넘 | 140,000^      |
| 오스트리아 (IFPI 오스트리아)                                                                                               | 골드        | 15,000*       |
| 벨기에 (BEA) | 골드        | 15,000*       |
| 캐나다 (뮤직 캐나다) | 3× 플래티넘 | 240,000*      |
| 덴마크 (IFPI Danmark) | 플래티넘    | 90,000        |
| 독일 (BVMI) | 골드        | 150,000^      |
| 이탈리아 (FIMI) | 플래티넘    | 50,000        |
| 일본 (RIAJ) | 골드        | 100,000*      |
| 멕시코 (AMPROFON) | 골드        | 30,000*       |
| 뉴질랜드 (RMNZ) | 골드        | 7,500*        |
| 스위스 (IFPI 스위스) | 골드        | 15,000^       |
| 영국 (BPI) | 2× 플래티넘 | 1,200,000     |
| 미국 (RIAA) | 4× 플래티넘 | 4,000,000     |
| 스트리밍 |             |               |
| 덴마크 (IFPI Danmark) | 골드        | 450,000       |
| 일본 (RIAJ) | 실버        | 30,000,000    |
| *판매량을 기반으로 한 인증 · ^출하량을 기반으로 한 인증 · 판매량+스트리밍을 기반으로 한 인증 · 스트리밍을 기반으로 한 인증 |             |               |